# 上北郡

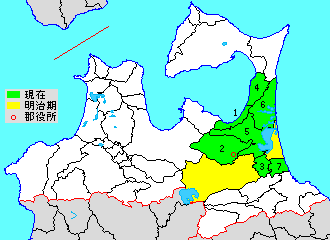
青森県上北郡の範囲（1.野辺地町 2.七戸町 3.六戸町 4.横浜町 5.東北町 6.六ヶ所村 7.おいらせ町）

上北郡（かみきたぐん）は、青森県の郡。
人口87,748人、面積1,280.22km²、人口密度68.5人/km²。（2025年2月1日、推計人口）
以下の6町1村を含む。
- 野辺地町（のへじまち）
- 七戸町（しちのへまち）
- 六戸町（ろくのへまち）
- 横浜町（よこはままち）
- 東北町（とうほくまち）
- 六ヶ所村（ろっかしょむら）
- おいらせ町（おいらせちょう）

## 郡域
1878年（明治11年）に行政区画として発足した当時の郡域は、上記6町1村に三沢市・十和田市を加えた区域にあたる。

## 歴史
藩政時代は盛岡藩の南部氏の支配に属し、七戸・野辺地に代官所が置かれていた。

### 郡発足までの沿革
- 「旧高旧領取調帳」に記載されている明治初年時点での、陸奥国北郡のうち後の当郡域の支配は以下の通り。（49村）

| 知行 | 知行           | 村数 | 村名 |
| ---- | -------------- | ---- | --- |
| 藩領 | 陸奥盛岡藩     | 14村 | 野辺地村、有戸村、馬門村、法量村、奥瀬村、大不動村、滝沢村、米田村、藤島村、伝法寺村、横浜村、天間館村、野崎村、中岫村 |
| 藩領 | 陸奥七戸藩     | 34村 | 甲地村、七戸村、新館村、大浦村、上野村、立崎村、大沢田村、洞内村、八斗沢村、深持村、馬洗場村、切田村、相坂村、折茂村、三本木村、上吉田村、下吉田村、柳町村、小平村、鶴喰村、犬落瀬村、下田村、百石村、天ヶ森村、平沼村、鷹架村、尾駮村、出戸村、泊村、倉内村、花松村、附田村、榎林村、二ツ森村 |
| 藩領 | 盛岡藩・七戸藩 | 1村  | 沢田村 |

- 明治元年
  - 12月7日（1869年1月19日） - 盛岡藩が戊辰戦争後の処分により、領地を没収される。郡内の領地が弘前藩取締地となる。
- 明治2年
  - 2月8日（1869年3月20日） - 旧盛岡藩領が弘前藩の管轄に反対する一揆の発生により黒羽藩取締地に変更となり、北奥県と通称される。
  - 8月7日（1869年9月12日） - 北奥県の名称が正式に九戸県となる。
  - 9月13日（1869年10月17日） - 九戸県が八戸県（第1次）に改称。
  - 9月19日（1869年10月23日） - 八戸県（第1次）が八戸藩との混同を避けるため三戸県に改称。
  - 11月3日（1869年12月5日） - 旧会津藩が斗南藩に転封。郡内の三戸県の管轄地域を移管。
  - 奥瀬村より赤沼村が分立。（50村）
- 明治4年
  - 7月14日（1871年8月29日） - 廃藩置県により七戸県、斗南県の管轄となる。
  - 11月2日（1871年12月13日） - 第1次府県統合により、全域が青森県の管轄となる。

### 郡発足以降の沿革
- 明治11年（1878年）10月30日 - 郡区町村編制法の青森県での施行により、北郡のうち七戸村ほか50村（旧・第7大区）の区域に行政区画としての上北郡が発足。郡役所が七戸村に設置。
- 明治13年（1880年） - 百石村の一部[2]が分立してが三沢村となる[3]。（51村）

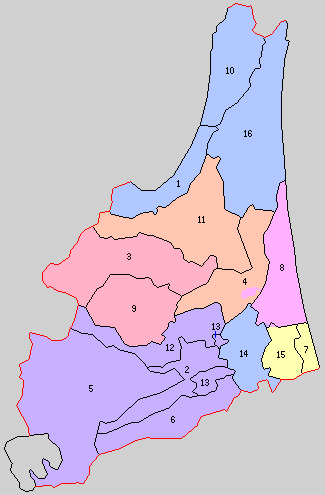
1.野辺地村 2.三本木村 3.天間林村 4.浦野舘村 5.法奥沢村 6.四和村 7.百石村 8.三沢村 9.七戸村 10.横浜村 11.甲地村 12.大深内村 13.藤坂村 14.六戸村 15.下田村 16.六ヶ所村（紫：十和田市 桃：三沢市 赤：七戸町 橙：東北町 黄：おいらせ町 青：合併なし）

- 明治22年（1889年）4月1日 - 町村制の施行により以下の各村が発足。（16村）
  - 野辺地村 ← 野辺地村、馬門村、有戸村（現・野辺地町）
  - 三本木村 ← 三本木村、赤沼村、切田村（現・十和田市）
  - 天間林村 ← 天間館村、榎林村、附田村、二ツ森村、野崎村、中岫村、花松村（現・七戸町）
  - 浦野舘村 ← 新館村、上野村（現・東北町）、大浦村（現・東北町、三沢市）
  - 法奥沢村 ← 沢田村、奥瀬村、法量村（現・十和田市）
  - 四和村 ← 米田村、滝沢村、大不動村、伝法寺村（現・十和田市）
  - 百石村（単独村制。現・おいらせ町）
  - 三沢村 ← 三沢村、天ヶ森村（現・三沢市）
  - 七戸村（単独村制。現・七戸町）
  - 横浜村（単独村制。現・横浜町）
  - 甲地村（単独村制。現・東北町）
  - 大深内村 ← 洞内村、深持村、大沢田村、立崎村、八斗沢村、馬洗場村（現・十和田市）
  - 藤坂村 ← 相坂村、藤島村（現・十和田市）
  - 六戸村 ← 上吉田村、下吉田村、鶴喰村、柳町村、小平村、折茂村（現・六戸町）、犬落瀬村（現・六戸町、三沢市）
  - 下田村（単独村制。現・おいらせ町、三沢市）
  - 六ヶ所村 ← 平沼村、倉内村、鷹架村、尾駮村、出戸村、泊村（現存）
- 明治24年（1891年）4月1日 - 郡制を施行。
- 明治30年（1897年）8月29日 - 野辺地村が町制施行して野辺地町となる。（1町15村）
- 明治35年（1902年）9月1日 - 七戸村が町制施行して七戸町となる。（2町14村）
- 明治43年（1910年）9月1日 - 三本木村が町制施行して三本木町となる。（3町13村）
- 大正12年（1923年）4月1日 - 郡会が廃止。郡役所は存続。
- 大正15年（1926年）7月1日 - 郡役所が廃止。以降は地域区分名称となる。
- 昭和4年（1929年）4月20日 - 百石村が町制施行して百石町となる。（4町12村）
- 昭和6年（1931年）9月7日 - 法奥沢村が十和田村に改称。
- 昭和17年（1942年）7月1日 - 「上北地方事務所」が七戸町に設置され、本郡を管轄。
- 昭和23年（1948年）2月11日 - 三沢村および六戸村の一部（犬落瀬の一部）・下田村の一部・浦野館村の一部（大浦の一部）が合併して大三沢町が発足。（5町11村）
- 昭和30年（1955年）
  - 2月1日 - 三本木町・大深内村・藤坂村が合併して三本木市（現・十和田市）が発足し、郡より離脱。（4町9村）
  - 3月1日 - 四和村が三本木市に編入。（4町8村）
  - 4月1日 - 十和田村が町制施行して十和田町となる。（5町7村）
- 昭和32年（1957年）10月1日 - 六戸村が町制施行して六戸町となる。（6町6村）
- 昭和33年（1958年）
  - 4月1日 - 横浜村が町制施行して横浜町となる。（7町5村）
  - 9月1日（7町4村）
    - 大三沢町が改称のち市制施行して三沢市となり、郡より離脱。
    - 浦野舘村が改称のち町制施行して上北町となる。
- 昭和38年（1963年）11月1日 - 甲地村が改称のち町制施行して東北町となる。（8町3村）
- 昭和44年（1969年）8月1日 - 下田村が町制施行して下田町となる。（9町2村）
- 昭和50年（1975年）4月1日 - 十和田町が改称して十和田湖町となる[4]。
- 平成17年（2005年）
  - 1月1日 - 十和田湖町が十和田市と合併し、改めて十和田市が発足、郡より離脱。（8町2村）
  - 3月31日（7町1村）
    - 東北町・上北町が合併し、改めて東北町が発足。
    - 七戸町・天間林村が合併し、改めて七戸町が発足。
- 平成18年（2006年）3月1日 - 下田町・百石町が合併しておいらせ町が発足。（6町1村）

### 変遷表
| 明治22年以前 | 明治22年以前         | 明治22年 4月1日 町村制施行 | 明治22年 - 昭和20年           | 昭和21年 - 昭和30年                                                                  | 昭和31年 - 昭和64年             | 平成元年 - 現在           | 現在       |
| ------------ | -------------------- | -------------------------- | ----------------------------- | ------------------------------------------------------------------------------------ | ------------------------------- | ------------------------- | ---------- |
| 横浜村       | 横浜村               | 横浜村                     | 横浜村                        | 横浜村                                                                               | 昭和33年4月1日 町制 横浜町      | 横浜町                    | 横浜町     |
| 野辺地村     | 野辺地村             | 野辺地村                   | 明治30年9月27日 町制 野辺地町 | 野辺地町                                                                             | 野辺地町                        | 野辺地町                  | 野辺地町   |
| 馬門村       |                      | 野辺地村                   | 明治30年9月27日 町制 野辺地町 | 野辺地町                                                                             | 野辺地町                        | 野辺地町                  | 野辺地町   |
| 有戸村       |                      | 野辺地村                   | 明治30年9月27日 町制 野辺地町 | 野辺地町                                                                             | 野辺地町                        | 野辺地町                  | 野辺地町   |
| 七戸村       | 七戸村               | 七戸村                     | 明治35年9月1日 町制 七戸町    | 七戸町                                                                               | 七戸町                          | 平成17年3月31日 七戸町    | 七戸町     |
| 天間館村     | 天間館村             | 天間林村                   | 天間林村                      | 天間林村                                                                             | 天間林村                        | 平成17年3月31日 七戸町    | 七戸町     |
| 榎林村       |                      | 天間林村                   | 天間林村                      | 天間林村                                                                             | 天間林村                        | 平成17年3月31日 七戸町    | 七戸町     |
| 附田村       |                      | 天間林村                   | 天間林村                      | 天間林村                                                                             | 天間林村                        | 平成17年3月31日 七戸町    | 七戸町     |
| 二ツ森村     |                      | 天間林村                   | 天間林村                      | 天間林村                                                                             | 天間林村                        | 平成17年3月31日 七戸町    | 七戸町     |
| 野崎村       |                      | 天間林村                   | 天間林村                      | 天間林村                                                                             | 天間林村                        | 平成17年3月31日 七戸町    | 七戸町     |
| 中岫村       |                      | 天間林村                   | 天間林村                      | 天間林村                                                                             | 天間林村                        | 平成17年3月31日 七戸町    | 七戸町     |
| 花松村       |                      | 天間林村                   | 天間林村                      | 天間林村                                                                             | 天間林村                        | 平成17年3月31日 七戸町    | 七戸町     |
| 沢田村       | 沢田村               | 法奥沢村                   | 昭和6年9月7日 改称 十和田村   | 昭和30年4月1日 町制 十和田町                                                         | 昭和50年4月1日 改称 十和田湖町  | 平成17年1月1日 十和田市   | 十和田市   |
| 法量村       |                      | 法奥沢村                   | 昭和6年9月7日 改称 十和田村   | 昭和30年4月1日 町制 十和田町                                                         | 昭和50年4月1日 改称 十和田湖町  | 平成17年1月1日 十和田市   | 十和田市   |
| 奥瀬村       | 奥瀬村               | 法奥沢村                   | 昭和6年9月7日 改称 十和田村   | 昭和30年4月1日 町制 十和田町                                                         | 昭和50年4月1日 改称 十和田湖町  | 平成17年1月1日 十和田市   | 十和田市   |
| 奥瀬村       | 明治2年 分立 赤沼村  | 三本木村                   | 明治43年9月1日 町制 三本木町  | 昭和30年2月1日 三本木市                                                              | 昭和31年10月10日 改称 十和田市  | 平成17年1月1日 十和田市   | 十和田市   |
| 三本木村     |                      | 三本木村                   | 明治43年9月1日 町制 三本木町  | 昭和30年2月1日 三本木市                                                              | 昭和31年10月10日 改称 十和田市  | 平成17年1月1日 十和田市   | 十和田市   |
| 切田村       |                      | 三本木村                   | 明治43年9月1日 町制 三本木町  | 昭和30年2月1日 三本木市                                                              | 昭和31年10月10日 改称 十和田市  | 平成17年1月1日 十和田市   | 十和田市   |
| 洞内村       | 洞内村               | 大深内村                   | 大深内村                      | 昭和30年2月1日 三本木市                                                              | 昭和31年10月10日 改称 十和田市  | 平成17年1月1日 十和田市   | 十和田市   |
| 深持村       |                      | 大深内村                   | 大深内村                      | 昭和30年2月1日 三本木市                                                              | 昭和31年10月10日 改称 十和田市  | 平成17年1月1日 十和田市   | 十和田市   |
| 大沢田村     |                      | 大深内村                   | 大深内村                      | 昭和30年2月1日 三本木市                                                              | 昭和31年10月10日 改称 十和田市  | 平成17年1月1日 十和田市   | 十和田市   |
| 立崎村       |                      | 大深内村                   | 大深内村                      | 昭和30年2月1日 三本木市                                                              | 昭和31年10月10日 改称 十和田市  | 平成17年1月1日 十和田市   | 十和田市   |
| 八斗沢村     |                      | 大深内村                   | 大深内村                      | 昭和30年2月1日 三本木市                                                              | 昭和31年10月10日 改称 十和田市  | 平成17年1月1日 十和田市   | 十和田市   |
| 馬洗場村     |                      | 大深内村                   | 大深内村                      | 昭和30年2月1日 三本木市                                                              | 昭和31年10月10日 改称 十和田市  | 平成17年1月1日 十和田市   | 十和田市   |
| 相坂村       | 相坂村               | 藤坂村                     | 藤坂村                        | 昭和30年2月1日 三本木市                                                              | 昭和31年10月10日 改称 十和田市  | 平成17年1月1日 十和田市   | 十和田市   |
| 藤島村       |                      | 藤坂村                     | 藤坂村                        | 昭和30年2月1日 三本木市                                                              | 昭和31年10月10日 改称 十和田市  | 平成17年1月1日 十和田市   | 十和田市   |
| 米田村       | 米田村               | 四和村                     | 四和村                        | 昭和30年3月1日 三本木市に編入                                                        | 昭和31年10月10日 改称 十和田市  | 平成17年1月1日 十和田市   | 十和田市   |
| 滝沢村       |                      | 四和村                     | 四和村                        | 昭和30年3月1日 三本木市に編入                                                        | 昭和31年10月10日 改称 十和田市  | 平成17年1月1日 十和田市   | 十和田市   |
| 大不動村     |                      | 四和村                     | 四和村                        | 昭和30年3月1日 三本木市に編入                                                        | 昭和31年10月10日 改称 十和田市  | 平成17年1月1日 十和田市   | 十和田市   |
| 伝法寺村     |                      | 四和村                     | 四和村                        | 昭和30年3月1日 三本木市に編入                                                        | 昭和31年10月10日 改称 十和田市  | 平成17年1月1日 十和田市   | 十和田市   |
| 平沼村       | 平沼村               | 六ヶ所村                   | 六ヶ所村                      | 六ヶ所村                                                                             | 六ヶ所村                        | 六ヶ所村                  | 六ヶ所村   |
| 倉内村       |                      | 六ヶ所村                   | 六ヶ所村                      | 六ヶ所村                                                                             | 六ヶ所村                        | 六ヶ所村                  | 六ヶ所村   |
| 鷹架村       |                      | 六ヶ所村                   | 六ヶ所村                      | 六ヶ所村                                                                             | 六ヶ所村                        | 六ヶ所村                  | 六ヶ所村   |
| 尾駮村       |                      | 六ヶ所村                   | 六ヶ所村                      | 六ヶ所村                                                                             | 六ヶ所村                        | 六ヶ所村                  | 六ヶ所村   |
| 出戸村       |                      | 六ヶ所村                   | 六ヶ所村                      | 六ヶ所村                                                                             | 六ヶ所村                        | 六ヶ所村                  | 六ヶ所村   |
| 泊村         |                      | 六ヶ所村                   | 六ヶ所村                      | 六ヶ所村                                                                             | 六ヶ所村                        | 六ヶ所村                  | 六ヶ所村   |
| 甲地村       | 甲地村               | 甲地村                     | 甲地村                        | 甲地村                                                                               | 昭和38年11月1日 改称町制 東北町 | 平成17年3月31日 東北町    | 東北町     |
| 新館村       | 新館村               | 浦野舘村                   | 浦野舘村                      | 浦野舘村                                                                             | 昭和33年9月1日 改称町制 上北町  | 平成17年3月31日 東北町    | 東北町     |
| 上野村       |                      | 浦野舘村                   | 浦野舘村                      | 浦野舘村                                                                             | 昭和33年9月1日 改称町制 上北町  | 平成17年3月31日 東北町    | 東北町     |
| 大浦村       | 一部                 | 浦野舘村                   | 浦野舘村                      | 浦野舘村                                                                             | 昭和33年9月1日 改称町制 上北町  | 平成17年3月31日 東北町    | 東北町     |
| 大浦村       | 一部                 | 浦野舘村                   | 浦野舘村                      | 昭和23年2月1日 大三沢町 六戸村犬落瀬の一部、 浦野館村大浦の一部、 下田村の一部と合併 | 昭和33年9月1日 改称市制 三沢市  | 三沢市                    | 三沢市     |
| 天ヶ森村     | 天ヶ森村             | 三沢村                     | 三沢村                        | 昭和23年2月1日 大三沢町 六戸村犬落瀬の一部、 浦野館村大浦の一部、 下田村の一部と合併 | 昭和33年9月1日 改称市制 三沢市  | 三沢市                    | 三沢市     |
| 百石村       | 明治13年 分立 三沢村 | 三沢村                     | 三沢村                        | 昭和23年2月1日 大三沢町 六戸村犬落瀬の一部、 浦野館村大浦の一部、 下田村の一部と合併 | 昭和33年9月1日 改称市制 三沢市  | 三沢市                    | 三沢市     |
| 百石村       | 百石村               | 百石村                     | 昭和4年4月20日 町制 百石町    | 百石町                                                                               | 百石町                          | 平成18年3月1日 おいらせ町 | おいらせ町 |
| 下田村       | 一部                 | 下田村                     | 下田村                        | 下田村                                                                               | 昭和44年8月1日 町制 下田町      | 平成18年3月1日 おいらせ町 | おいらせ町 |
| 下田村       | 一部                 | 下田村                     | 下田村                        | 昭和23年2月1日 大三沢町                                                              | 昭和33年9月1日 改称市制 三沢市  | 三沢市                    | 三沢市     |
| 犬落瀬村     | 一部                 | 六戸村                     | 六戸村                        | 昭和23年2月1日 大三沢町                                                              | 昭和33年9月1日 改称市制 三沢市  | 三沢市                    | 三沢市     |
| 犬落瀬村     | 一部                 | 六戸村                     | 六戸村                        | 六戸村                                                                               | 昭和32年10月1日 町制 六戸町     | 六戸町                    | 六戸町     |
| 上吉田村     |                      | 六戸村                     | 六戸村                        | 六戸村                                                                               | 昭和32年10月1日 町制 六戸町     | 六戸町                    | 六戸町     |
| 下吉田村     |                      | 六戸村                     | 六戸村                        | 六戸村                                                                               | 昭和32年10月1日 町制 六戸町     | 六戸町                    | 六戸町     |
| 鶴喰村       |                      | 六戸村                     | 六戸村                        | 六戸村                                                                               | 昭和32年10月1日 町制 六戸町     | 六戸町                    | 六戸町     |
| 柳町村       |                      | 六戸村                     | 六戸村                        | 六戸村                                                                               | 昭和32年10月1日 町制 六戸町     | 六戸町                    | 六戸町     |
| 小平村       |                      | 六戸村                     | 六戸村                        | 六戸村                                                                               | 昭和32年10月1日 町制 六戸町     | 六戸町                    | 六戸町     |
| 折茂村       |                      | 六戸村                     | 六戸村                        | 六戸村                                                                               | 昭和32年10月1日 町制 六戸町     | 六戸町                    | 六戸町     |

## 行政
歴代郡長
| 代 | 氏名 | 就任年月日                 | 退任年月日                | 備考                   |
| -- | ---- | -------------------------- | ------------------------- | ---------------------- |
| 1  |      | 明治11年（1878年）10月30日 |                           |                        |
|    |      |                            | 大正15年（1926年）6月30日 | 郡役所廃止により、廃官 |

## 関連書籍
- 川合勇太郎『上北郡伝説集：上北郡郷土資料』（私家版、1931年）